# グリーンメーラー
グリーンメーラー（greenmailer）とは、保有した株式の影響力をもとに、その発行会社や関係者に対して高値での引取りを要求する者をいう。ドル紙幣の色である緑と、脅迫状を意味するブラックメールを合わせた造語である。蔑称として用いられることが多い。当該行為はグリーンメール（greenmail）という。

## 概説
グリーンメールは、仕手の一種として、狙いを定めた企業の株式を多数保有した後、その株式の議決権行使において、経営者に圧力をかけたり、当該株式を経営陣が好ましいと感じない他者に転売することを選択肢として提示したりすることにより、企業を「脅迫」し、保有株式を高値で買い取らせて大きな利益をあげる手法である。
なお、いわゆる濫用的買収者は、グリーンメーラーに限られないものとされる。
また同種の行為を行う者に日本の総会屋があるが、総会屋は株主配当や指定経営者への交代を違法な方法を含めて要求するため、グリーンメーラーとは区別される。

## グリーンメーラーとされる著名な投資家・相場師
- 横井英樹

白木屋百貨店の株買い占めでは経営権の掌握を図るも失敗し、結果的に東京急行電鉄への経営委譲で決着する格好となった。その後東急と縁が切れてからは多くの企業の株式買い占めを行い経営陣に高値で株を引き取らせることを続け、山科精工所では経営権を掌握すると共に経営陣を肉親で固めるまでに至った。
- 藤綱久二郎

1952年に旧三菱財閥の不動産を管理していた陽和不動産の株を買い占め、旧三菱系の各社に高値で買い取らせることに成功（株式持ち合いのはしり）。その後も、渋沢倉庫・秩父セメント・マミヤ光機・三井埠頭などの買い占めを手掛けるが、1956年のなべ底不況による株価暴落で莫大な損失を被り相場から去った。
- 鈴木一弘

白木屋百貨店の株買い占めでは横井英樹の下で働く。1959年から1960年にかけて、北陸銀行・日本加工製紙・野崎産業など中堅企業合計21社の株買い占めに動き会社側への高値買い取りを迫ったが、この時の行為が恐喝にあたるとして1960年11月に逮捕され12月に起訴、1966年8月有罪判決を受けた。その後は鈴木総本社(スキー場等レジャー施設運営)を経営、1995年(平成7年) 死去。
- 曽根啓介

1959年に月島機械・鐘淵機械工業などを買い占め経営陣側への買い取りを要求。結果的には他社が持ち株を買い取ることによって実質的に傘下に収めることとなり、曽根自身はその後経済評論家へ転進する。
- 糸山英太郎

1971年から翌年にかけて中山製鋼所の株をめぐって仕手戦を演じ結果的に義父の笹川良一の経営介入を招来したが、その後政界入りを果たしてからも白洋舍・岡本理研ゴム・ヂーゼル機器を買い占め、経営陣や取引銀行に高値で引き取らせることに成功している。
- 赤木孝

京都双岡病院などを運営する医療法人『十全会』の理事長として、1976年から1978年にかけて宝酒造・京都銀行・朝日麦酒・髙島屋などの株式を買い占め。折も折、病院の乱診乱療が問題となっていた時期と重なり、管轄する京都府の行政指導によって持ち株を処分させた。
- 加藤暠

黒川木徳証券の歩合外交員として顧客と組んで「誠備」を主宰、宮地鉄工所をはじめ不二家・西華産業・カルピス・ラサ工業などの買い占めに関与。1981年に所得税法違反で逮捕されるも、その後も相場師としての活動を続けている。
- 小林茂

自ら経営する不動産販売業「秀和」の名義で、東京日産自動車販売・忠実屋・いなげやなどを買い占め。東京日産は日産自動車に高値で引き取らせ、忠実屋の持ち株はダイエーに売却し流通業再編に一役買う格好となった。
- 小谷光浩

1987年から1989年にかけて蛇の目ミシン工業・国際航業・藤田観光などの買い占めを手掛け、国際航業では結果的に経営陣を送り込む結果となるが、蛇の目ミシン工業での買占めにおける恐喝で逮捕された上に同社からの申し立てで破産に追い込まれた。
- ブーン・ピケンズ（en:T. Boone Pickens, Jr.）

1989年から1991年にかけて、トヨタ自動車の系列会社である小糸製作所の筆頭株主として、自らの推薦する取締役選任などを提案し経営介入を試みたが、その真意は小糸株のトヨタによる高額買い取りであったと疑われている。なお、このときトヨタにおいて財務担当役員として毅然とした態度で臨んでピケンズの要求をはねのけたのが奥田碩であり、小糸製作所を代理して株主総会や民事訴訟等を通じて防衛を行ったのが当時の西村眞田法律事務所であった。
- ジェームズ・ゴールドスミス

フランスとイギリスの国籍を持つ億万長者の実業家 、欧州議会議員であり、政財界の大物。1986年、タイヤメーカーであるグッドイヤーに対して行った買収劇、1987年、世界最大のタバコ会社にであるブリティッシュ・アメリカン・タバコの買収劇などで有名である。
オリバー・ストーン監督の『ウォール街』における企業乗っ取り屋のラリー・ワイルドマン卿のモデルとなったと言われている。
- 村上世彰

M&Aコンサルティングを核とする村上ファンドを創設した人物。大学卒業後、通商産業省（現経済産業省）に入省し公務員として約16年勤務する中で、日本経済の永続的な成長のためにはコーポレート・ガバナンスが大切であることを実感し、自らがプレーヤーとなって変えていこうと決意して40歳を目前にファンドを立ち上げる。現金や遊休優良資産を抱えていながら有効活用していない上場会社の株式を取得し、日本の株主の多くが経営関与には消極的な中で、積極的に株主提案を行い企業価値の向上を計り、株主を軽視する経営者に対しては株主総会などで経営陣を批判・叱咤することなどから、「もの言う株主」として注目を集めた。